# Emmanuel de Bethune
Barone Emmanuel Pierre Marie Ghislain de Bethune (Marke, 18 luglio 1930 – Marke, 4 novembre 2011) è stato un politico belga, sindaco di Marke e Courtrai.

## Famiglia
Il Barone Emmanuel de Bethune appartiene a una famiglia della nobiltà belga le cui radici risalgono al XVI secolo. Attraverso la moglie del suo antenato l'architetto Jean-Baptiste Bethune è legato alla famiglia Van Outryve di Ydewalle.
Era uno dei sei figli di Jean-Baptiste Emmanuel de Bethune (1900-1981) e della baronessa Louise-Marie de Vinck (1901-1977). Il fratello maggiore Jean-Louis de Bethune (1929-1978) era sacerdote della diocesi di Amiens. Altri due fratelli, Jacques (1932) e François (1936) sono monaci benedettini, il primo a Maredsous, il secondo a Clerlande.
Emmanuel sposò Margaretha van Cauwelaert de Wyels (1935) (figlia di Karel van Cauwelaert de Weyls). I due hanno avuto quattro figli, tra cui Sabine de Bethune, senatrice CD&V e dall'ottobre 2011 presidente del Senato e Jean de Bethune, assessore all'economia della città di Courtrai e presidente del Consiglio provinciale delle Fiandre Occidentali.

## Fondazione de Bethune
È stato proprietario e curatore di una grande biblioteca e di importanti archivi privati, conservati nel Castello di Marke in modo professionale e salvaguardati all'interno della Fondazione de Bethune.

## Pubblicazioni
- Vyve-kapelle. Een neogotische droom in 't Oosten van Brugge, in: Biekorf, 1978, blz. 313-320.
- Het kasteel van Marke, Marke, 1980.
- De bibliotheek van het kasteel van Marke, in: Vlaanderen, 2001, blz. 271-272.
- Esquisse généalogique de la famille de Bethune, Marke, 2002.
- Les Bethune sous l'Ancien Régime:une lignée courtraisienne originaire du Tournaisis, Brussel, Office généalogique et héraldique de Belgique, 2005.
- Gedachten en herinneringen : Kortrijk van 1964 tot 2000, Kortrijk, Groeninghe, 2006. ISBN 90-77723-47-1
- Le château de Marke. Deux cents ans d'histoire, Kortrijk, Stichting de Bethune, 2010